# Ribeira
Ribeira este un oraș în São Paulo (SP), Brazilia.